# The O2 Arena

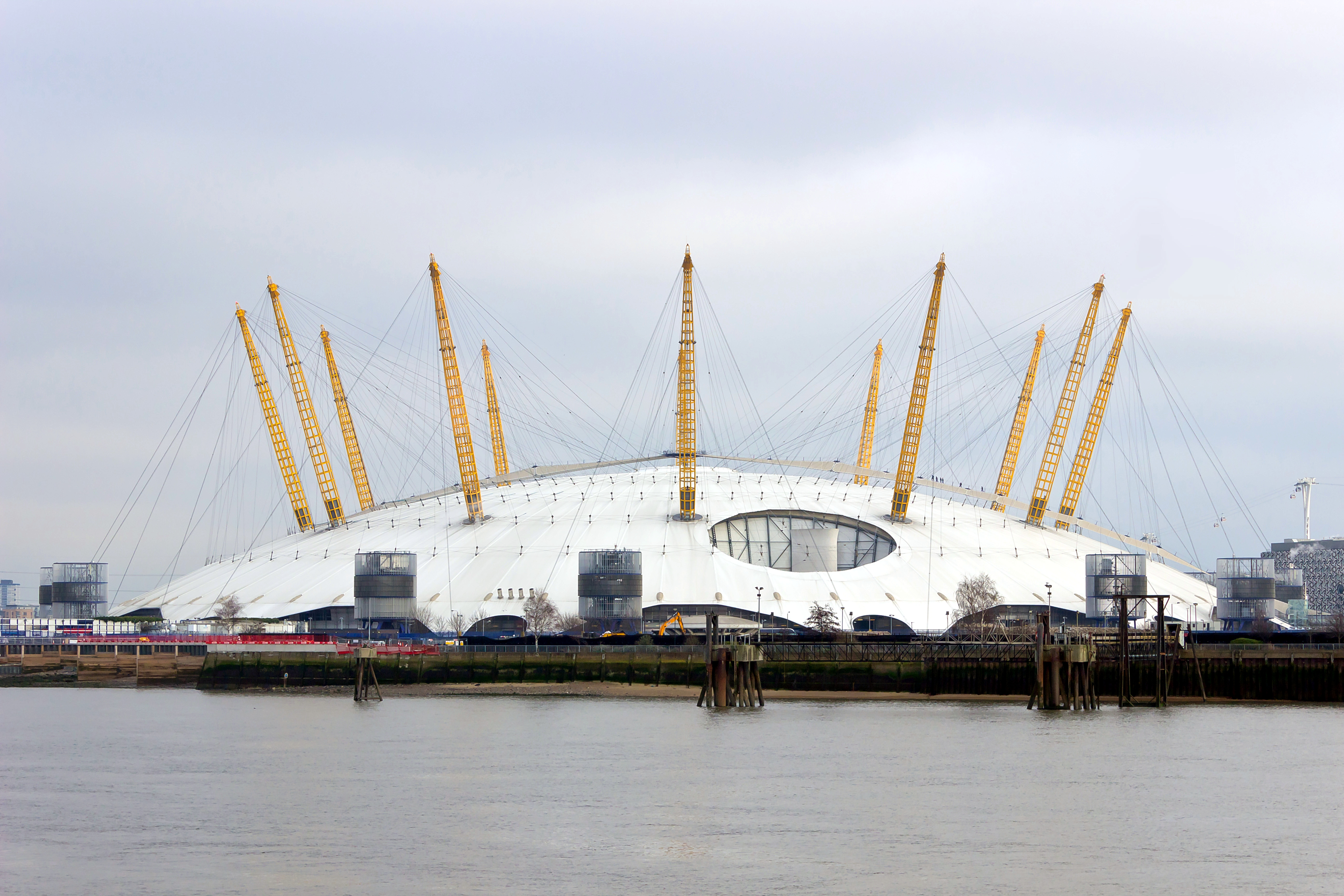
Esterno della O2 Arena

The O2 Arena, conosciuta anche con il nome di North Greenwich Arena, è un'arena coperta polifunzionale situata all'interno del salone espositivo The O2 di Londra. Edificata tra il 2003 ed il 2007, ha ospitato numerose manifestazioni sportive e musicali. Nel febbraio del 2025 ha ospitato il primo F1 show di tutti i tempi, durante il quale sono state presentate le vetture della Formula 1 2025

## Eventi sportivi

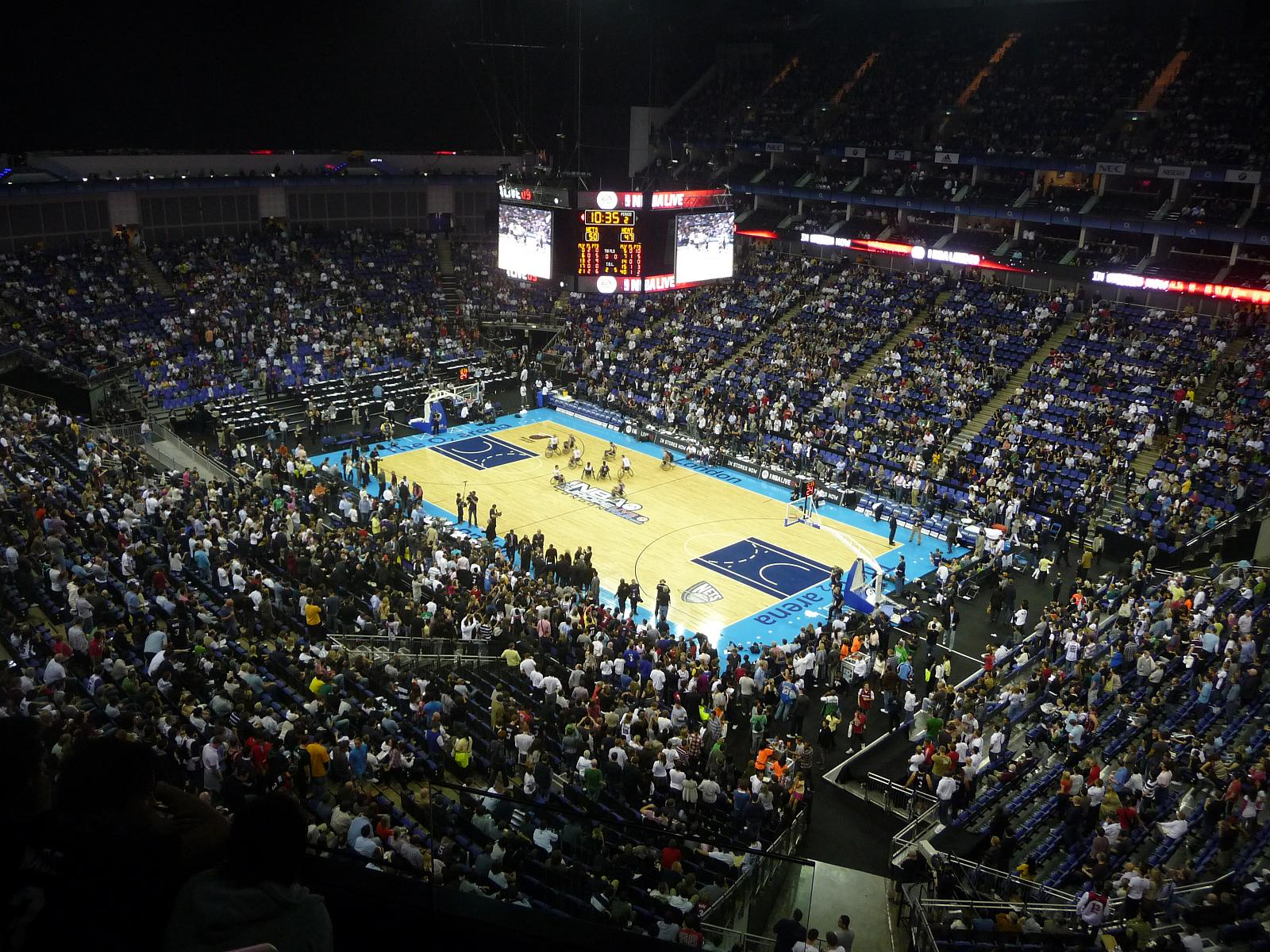
New Jersey Nets - Miami Heat, NBA alla O2 Arena, il 12 ottobre 2008

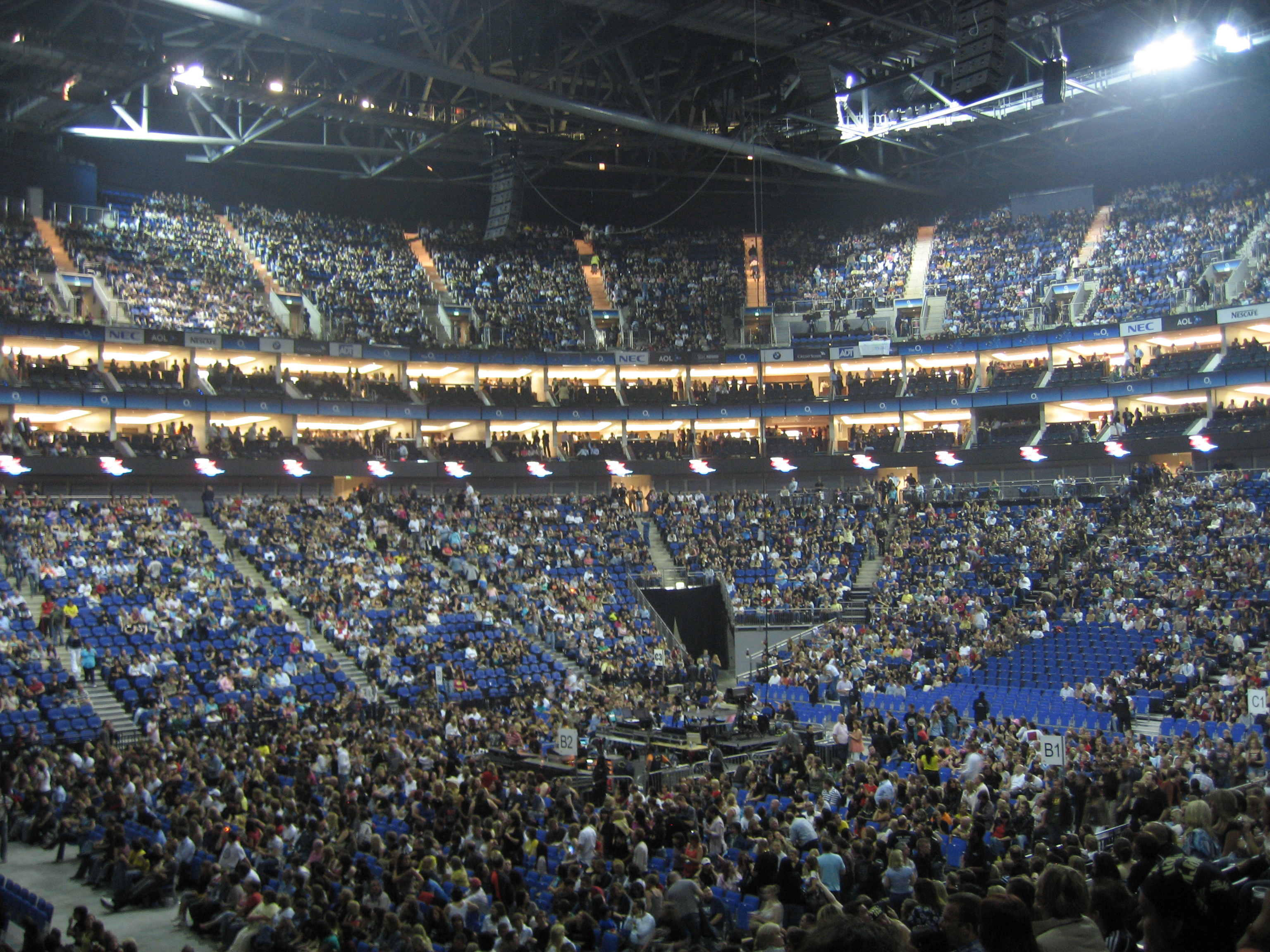
L'O_{2} Arena, ha riaperto al pubblico il 24 giugno 2007 con il concerto dei Bon Jovi

L'impianto è stato sede delle ATP World Tour Finals dal 2009 al 2020. Nel 2008 ha ospitato la partita di NHL tra Los Angeles Kings e Anaheim Ducks. Il primo incontro di pallacanestro NBA ospitato è datato 2007, e ha visto sfidarsi i Boston Celtics e i Minnesota Timberwolves; nel 2010 ancora i Minnesota Timberwolves hanno affrontato i Los Angeles Lakers e nel 2010 i New Jersey Nets hanno sconfitto i Toronto Raptors. Queste due squadre si sono affrontate in questa arena anche il 4 e 5 marzo 2011, sono stati i primi due match di regular season di NBA che si sono disputati in Europa. Entrambe le partite sono state vinte dalla franchigia del New Jersey. La O2 arena è stata più volte sede delle partite della nazionale di basket del Regno Unito.
Nel corso degli anni sono state organizzati incontri di pugilato, di wrestling (WWE), di arti marziali miste.
Nel 2009, avrebbe dovuto ospitare Michael Jackson con il suo tour di chiusura "This Is It".
Nel 2012 è sede del torneo olimpico di pallacanestro, di ginnastica e delle partite di pallacanestro in carrozzina dei XIV Giochi paralimpici estivi.
Il 17 gennaio 2013 ha ospitato la partita NBA New York Knicks-Detroit Pistons.
Il 16 gennaio 2014 ha ospitato la partita NBA Atlanta Hawks-Brooklyn Nets.
Nel marzo 2015 ha ospitato i campionati europei di atletica leggera indoor.
Nel luglio 2017 ha ospitato anche il torneo Star Sixes.
Nel settembre 2022 ha ospitato la quinta edizione della Laver Cup, torneo di tennis a squadre. Durante l'evento, il tennista svizzero Roger Federer si è ritirato dal professionismo.
Il 1 luglio 2023 ha ospitato il pay-per-view della WWE Money in the Bank, il primo Premium Live Event della federazione che si è tenuto a Londra in oltre due decenni.